# Orchis pseudoanatolica
Orchis pseudoanatolica är en orkidéart som beskrevs av Hans Fleischmann. Orchis pseudoanatolica ingår i släktet nycklar, och familjen orkidéer. Inga underarter finns listade i Catalogue of Life.